# Albert Heinrich von Gröning
Albert Heinrich von Gröning (* 14. Juni 1867 in Bremen; † 28. November 1951 in Leuchtenburg, Landkreis Osterholz) war ein deutscher Verwaltungsjurist in Preußen.

## Leben
Gröning war Sohn des Bremer Senators Hermann von Gröning. Er studierte an der Ruprecht-Karls-Universität Rechtswissenschaft und wurde 1886 im Corps Vandalia Heidelberg aktiv. Als Inaktiver wechselte er an die Friedrich-Wilhelms-Universität zu Berlin, an der er 1889 das Referendarexamen bestand. Er trat 1893 in die innere Verwaltung Preußens und kam als Regierungsreferendar nach Hildesheim. Seit 1896 Regierungsassessor, war er 1897 Syndikus der Handelskammer und 1898 des Norddeutschen Lloyd in Bremen. Er wurde 1899 Regierungsassessor in Schleswig und 1903 Landrat im Kreis Gelnhausen. Von 1904 bis 1910 saß er im Kommunallandtag Kassel und im Provinziallandtag der Provinz Hessen-Nassau. 1911 wurde er Vortragender Rat im Ministerium des Innern in Berlin und 1917 Regierungspräsident im Regierungsbezirk Koblenz. Nachdem er 1922 von der Besatzungsmacht ausgewiesen worden war, wurde er zur Disposition gestellt. Ab 1926 war Gröning Kurator der Schlesischen Friedrich-Wilhelms-Universität und Staatskommissar für die Technische Hochschule Breslau. Seinen Ruhestand verbrachte er in Berlin.

## Ehrungen
- Roter Adlerorden 4. Klasse
- Königlicher Kronen-Orden (Preußen) 3. Klasse
- Rechtsritter des Johanniterordens
- Eisernes Kreuz am weißen Bande
- Verdienstkreuz für Kriegshilfe
- Rote Kreuz-Medaille (Preußen) 2. Klasse
- Charakter als Geheimer Regierungsrat (1911)
- China-Medaille aus Stahl
- Dienstauszeichnung (Preußen) 2. Klasse
- Ritterkreuz 1. Klasse des Hessischen Verdienstordens Philipp des Großmütigen
- Ehrendoktor der juristischen Fakultät der Universität Breslau (1932)
- Ehrensenator der Technischen Hochschule Breslau